# Trichoplusia acosmia
Trichoplusia acosmia är en fjärilsart som beskrevs av Claude Dufay 1972. Trichoplusia acosmia ingår i släktet Trichoplusia och familjen nattflyn. Inga underarter finns listade i Catalogue of Life.